# Volverado
Volverado, Volverad in catalano e in spagnolo (seconda metà secolo IX – dopo il 926), è stato un nobile franco, visconte di Narbona dall'924 al 926.

## Origine
Volverado, secondo l'albero genealogico della Gran enciclopèdia catalana - vescomtat de Narbona era figlio del Visconte di Narbona, Franco II, e della moglie Arsinda di Empúries, che secondo il documento n° 55, paragrafo II, delle Preuves de l'Histoire générale de Languedoc: avec des notes et les pièces, Volume 5, datato 10 aprile 931, inerente ad una donazione fatta dai fratelli, Guadaldo, vescovo di Elne e Gausberto, conte di Rossiglione e Empúries (Waldaldus gratia Dei sedis Elenensis et Gauzbertus comes) in suffragio dei genitori Sunyer e Ermengarda e dei fratelli Bencione, conte di Empúries e Elmerado, vescovo di Elne (Suniario comite et uxori Ermengardis et Bencone comite et Almerado episcopo) e del cognato Franco e la moglie Arsinda (Franchone vicecomite et uxori suae Eirtsinde), era figlia del conte d'Empúries, e di Rossiglione, Sunyer II di Empúries.
Di Franco II di Narbona non si conoscono gli ascendenti.

Secondo la Gran enciclopèdia catalana - vescomtat de Narbona era figlio del Visconte di Narbona, Maiol I e della moglie, Raimonda di Tolosa, che secondo lo storico francese, specializzato nella genealogia dei personaggi dell’Antichità e dell'Alto Medioevo, era figlia del Conte di Tolosa, Raimondo I.

Secondo altri era figlio del Visconte di Narbona, Franco I e della moglie di cui non si conoscono né il nome né gli ascendenti.

## Biografia

La penisola iberica con a nord la marca di Spagna e Tolosa verso la metà del IX secolo

Di Volverado si hanno poche notizie.
Volverado viene citato nella Gran enciclopèdia catalana - vescomtat de Narbona, come figlio di Franco II e Arsinda di Empúries, e visconte di Narbona, nell'albero genealogico.
Suo padre, Franco II era morto nel corso del 924; infatti, secondo il documento n° 50 delle Preuves de l'Histoire générale de Languedoc: avec des notes et les pièces, Volume 5, datato 17 dicembre 924, inerente ad una donazione all'abbazia di Montolieu fatta dal fratello, Oddone I, citato col titolo di visconte, assieme a sua moglie, Richilda (Oddo, nutu Dei vicecomes cum uxore mea nomine Richelde) e dichiara di aver ereditato le terre date in dono dal padre Franco e dalla madre Arsinda (genitoris nomine Franconis et meæ genetricis nomine Ersindis), deceduti (qui fuerunt quondam).
Nel 925, Volverado, citato col titolo di visconte (Vulveradus vicecomes), nella viscontea di Narbona (in comitatu Narbonensi), secondo il documento n° 51 delle Preuves de l'Histoire générale de Languedoc: avec des notes et les pièces, Volume 5, fece una donazione alla chiesa di San Paolo (ecclesiam Sancti Paoli) di Narbona.

Anche Jacqueline Caille, nel suo Vicomtes et vicomté de Narbonne, Des origines au début du xiiie siècle, cita questa donazione (Donation à la basilica St-Paul de Narbonne d’un alleu in comitatu Narbonensi) di Volverado (Ego, in Dei nomine, Vulveradus vicecomes).
Nel 926, Volverado, citato col titolo di visconte (Vulveradus vicecomes), assieme alla cognata, Richilda, citata anch'essa col titolo di Viscontessa (Richildis vicecomitissa), controfirmarono il documento n° 52 delle Preuves de l'Histoire générale de Languedoc: avec des notes et les pièces, Volume 5, inerente ad una donazione fatta alla cattedrale di Narbona.

Anche Jacqueline Caille, nel suo Vicomtes et vicomté de Narbonne, Des origines au début du xiiie siècle, li cita come testimoni (Parmi les témoins :
• Vulveradus, vicecomes
• Richildis, vicecomitissa, sans doute épouse d’Eudes ci-dessus et ci-dessous) di una donazione (Donation en faveur de la cathédrale St-Just/St-Pasteur de Narbonne : plusieurs biens dont certains situés in territorio Narbonense).
Non si conosce l'anno esatto della morte di Volverado, comunque dopo il 926, non compare più citato in alcun documento.

## Discendenza
Di Volverado non si conoscono né il nome della moglie né alcuna discendenza.

### Fonti primarie
- (LA)  #ES Histoire générale de Languedoc avec notes et pièces justificatives, Volume 5.

### Letteratura storiografica
- (LA)  (FR)  Jacqueline Caille. Vicomtes et vicomté de Narbonne, Des origines au début du xiiie siècle.